# Psametik IV.
Psametik IV. je bil domnevni staroegipčanski faraon, ki je morda vladal v 480. letih pr. n. št. V 27. (perzijsko) dinastijo je uvrščen samo zaradi kronologije, ker ni bil v sorodu z Ahemenidi.

## Dokazi
Obstoj Psametika IV. dokazuje več najdb in grški viri. Med arheološkimi najdbami z njegovim imenom so ročaj sistruma, skarabej s prestolskim imenom Nb-k3-n-Rˁ, ušabti in demotski dokument iz Huja (Diospolis Parva, papirus Straßburg 2) iz drugega leta njegove vladavine. Grški avtorji faraona omenjajo na več mestih. Zaradi razlik v datumih in poimenovanju je praktično nemogoče podatke pripisati posameznemu vladarju.

## Ugotavljanje istovetnosti
Leta 1980 je ameriški egiptolog Eugene Cruz-Uribe prvi predpostavil, da je papirus Straßburg 2, ki so ga tradicionalno pripisovali Psametiku III., mnogo mlajši in se nanaša na vladarja z enakim imenom, katerega je sam poimenoval Psametik IV. Slednji je najverjetneje vladal v delu Egipta v 480. letih pr. n. št. To desetletje je znano iz Herodotovih zapisov, povezanih z uporom v Egiptu, zadnjih letih vladavine Dareja I. in prvih letih vladavine Kserksa I., ki je takoj po kronanju upore zatrl.
Anthony Spalinger je prepričan, da je Cruz-Uribeova domneva slabo utemeljena, strinja pa se, da je bil Psametik IV. ista oseba kot oče Inara II., katerega Herodot omenja kot Libijca. Po grških virih je bil Inar kralj Libijcev, ki je vodil velik in dobro znan upor proti Perzijcem v 460. letih pr. n. št. Če je predpostavka točna, zgleda, da Psametik ni imel dovolj avtoritete, bi zase zahteval egipčanski prestol,   zato je Spalinger prepričan, da so omenjene arheološke najdbe pripadale kasnejšemu vladarju z enakim imenom. Atenski zgodovinar Filohor poroča, da je Psametik (V), ki je bil verjetno pravnuk Psametika IV. in verjetno sin Tanira, leta 445/444 pr. n. št. pripeljal z ladjo žito v Atene. In ne nazadnje Diodor Sicilski omenja Psametika (VI.) kot kralja Egipta leta 400 pr. n. št. in pravi, da je »naslednik slavnega Psametika«. Ime Psametika VI. je verjetno napačno in se nanaša na Amirteja, faraona iz 28. dinastije, ki je vladal od leta 404 do 399 pr. n. št.